# نادر شکوروف
نادر شکوروف (انگلیسی: Nadir Shukurov؛ زادهٔ ۲۸ فوریهٔ ۱۹۶۷) بازیکن فوتبال اهل جمهوری آذربایجان است.
از باشگاه‌هایی که در آن بازی کرده‌است می‌توان به باشگاه فوتبال باکو، باشگاه فوتبال کپز، باشگاه فوتبال قره‌باغ، باشگاه فوتبال میل-مغان، باشگاه فوتبال کاروان، و باشگاه فوتبال قبله اشاره کرد.
وی همچنین در تیم ملی فوتبال جمهوری آذربایجان بازی کرده‌است.